# Soie
Pour les articles homonymes, voir Soie (homonymie).

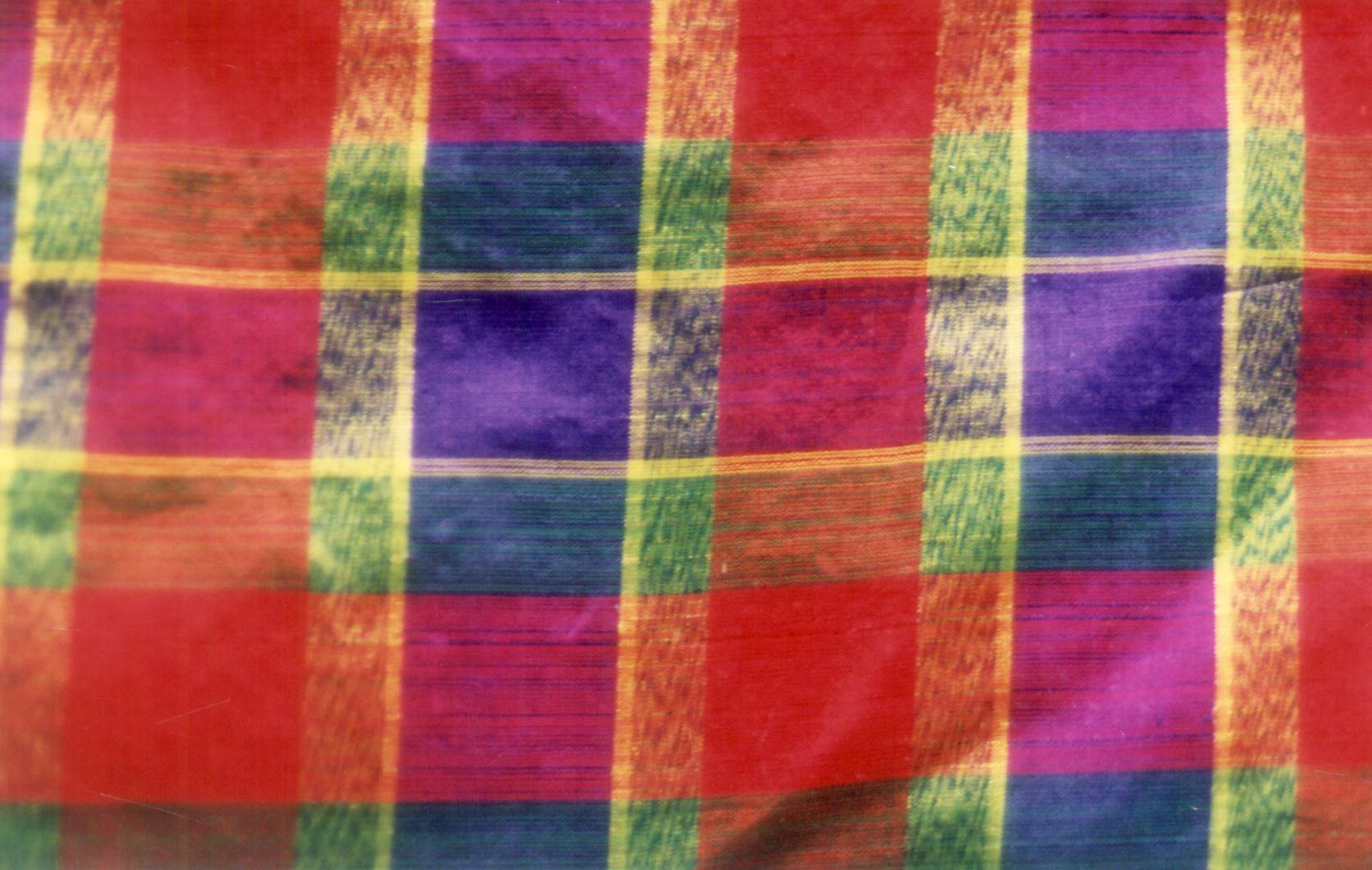
Soie du Cambodge.

La soie est une fibre protéique naturelle produite par la chenille d'un papillon ou une araignée et utilisée dans la fabrication d'articles et produits textiles. Les protéines de soie sont de longues macromolécules structurelles composées d'acides aminés (principalement l'alanine, la glycine et la sérine) dont la répétition donne naissance à une fibre hydrophobe. De nombreux arthropodes produisent de la soie dans des glandes séricigènes, notamment les araignées (soie d'araignée) et les chenilles de certains papillons (Yponomeutes, bombyx). La faculté de produire des fibres de soie est apparue plusieurs fois au cours de l'évolution. Si les insectes de presque tous les ordres sécrètent un matériau protéique équivalent, seuls quelques groupes ont développé un véritable comportement de tissage de fils soyeux (Hyménoptères, Lépidoptères, Embioptères, Thysanoptères, Trichoptères et quelques larves de Diptères).
Les tissus de soie sont principalement issus du cocon produit par la chenille (ver à soie) du bombyx du mûrier (Bombix mori) pour la soie de culture, et du ver à soie tussah (plusieurs espèces de chenilles du genre Antheraea) pour la soie sauvage. La soie aurait été découverte entre 2000 et 3000 avant notre ère.
La technique permettant de produire la soie date de 2500 av. J.-C. et vient de Chine par la route de la soie. Elle a été tenue secrète jusqu'en 560. La production a commencé en Europe au VIe siècle. En France, la production débuta au XIIIe siècle. L'élevage des vers à soie est appelé « sériciculture ». La soierie désigne aussi bien la fabrication de soie que la marchandise ainsi produite ou que le lieu où on la produit ou on la commercialise.

## Étymologie
Le mot « soie » vient du latin saeta (« soie de porc, de sanglier, poils du bouc, crinière du cheval ») devenu sēta en bas latin.

## Histoire
L'histoire de la soie semble débuter selon les découvertes récentes entre 3000 et 2000 ans av. J.-C. (le plus vieux fragment de soie découvert en Chine datant de 2570 av. J.-C.). Elle se poursuit ensuite avec trois millénaires d’exclusivité durant lesquels la Chine commerce ce tissu précieux sans jamais en transmettre le secret. L’art de fabriquer la soie se serait ensuite progressivement transmis aux autres civilisations par le biais d'espions de tous genres (moines, princesses...) aux pillards et aux marchands. Cependant, des découvertes récentes dans la vallée de l'Indus (à Harappa et à Chanhu Daro), au Pakistan, laissent à penser que la civilisation qui y vivait (2800 à 1900 av. J.-C.) connaissait et maîtrisait déjà l'usage de la soie.
En Europe, la soie fut longtemps un monopole de l'Empire romain d'Orient. Arrivée en Europe occidentale à la fin du Moyen Âge, la production de soie parvient au stade de l'industrialisation à partir du XIXe siècle, à Lyon notamment (la Fabrique).
Elle connaît toutefois un grave déclin lié à la concurrence de fibres modernes (dont le nylon), à l'évolution des coutumes vestimentaires en Europe, à l’essor de certains pays d’Asie et aux épidémies qui touchent le ver à soie en France, menant à la situation actuelle où la production est à nouveau essentiellement asiatique.

## Production

### Pays producteurs de soie
La production de soie revêt une importance économique et culturelle significative pour plusieurs pays asiatiques. Parmi les plus grands producteurs, la Chine se distingue comme le leader mondial, perpétuant des techniques de sériciculture millénaires qui remontent à la dynastie Han. L'Inde suit, avec une production distincte qui inclut des variétés de soies régionales comme la Muga et la Tussar. Le Vietnam, la Thaïlande et l'Ouzbékistan contribuent également de manière significative à l'industrie mondiale de la soie. Ces pays emploient des méthodes traditionnelles qui ne se limitent pas uniquement à la production mais englobent également des aspects uniques de teinture et de tissage, faisant de la soie non seulement un produit d'exportation, mais aussi un élément vital de leur patrimoine culturel.

### Élevage des vers à soie

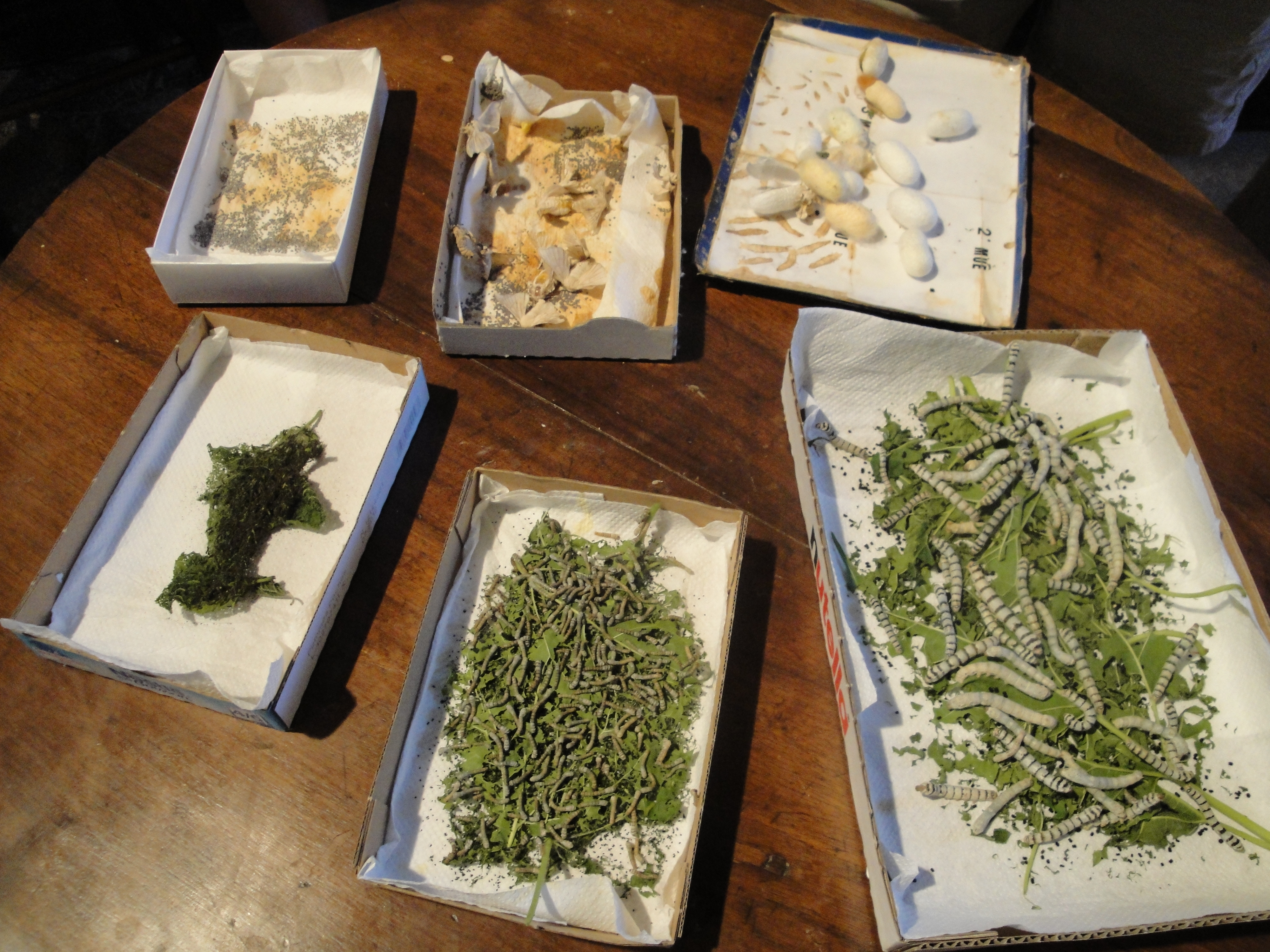
Développement du ver à soie. À lire à partir du haut, de droite à gauche, puis en bas, de gauche à droite.
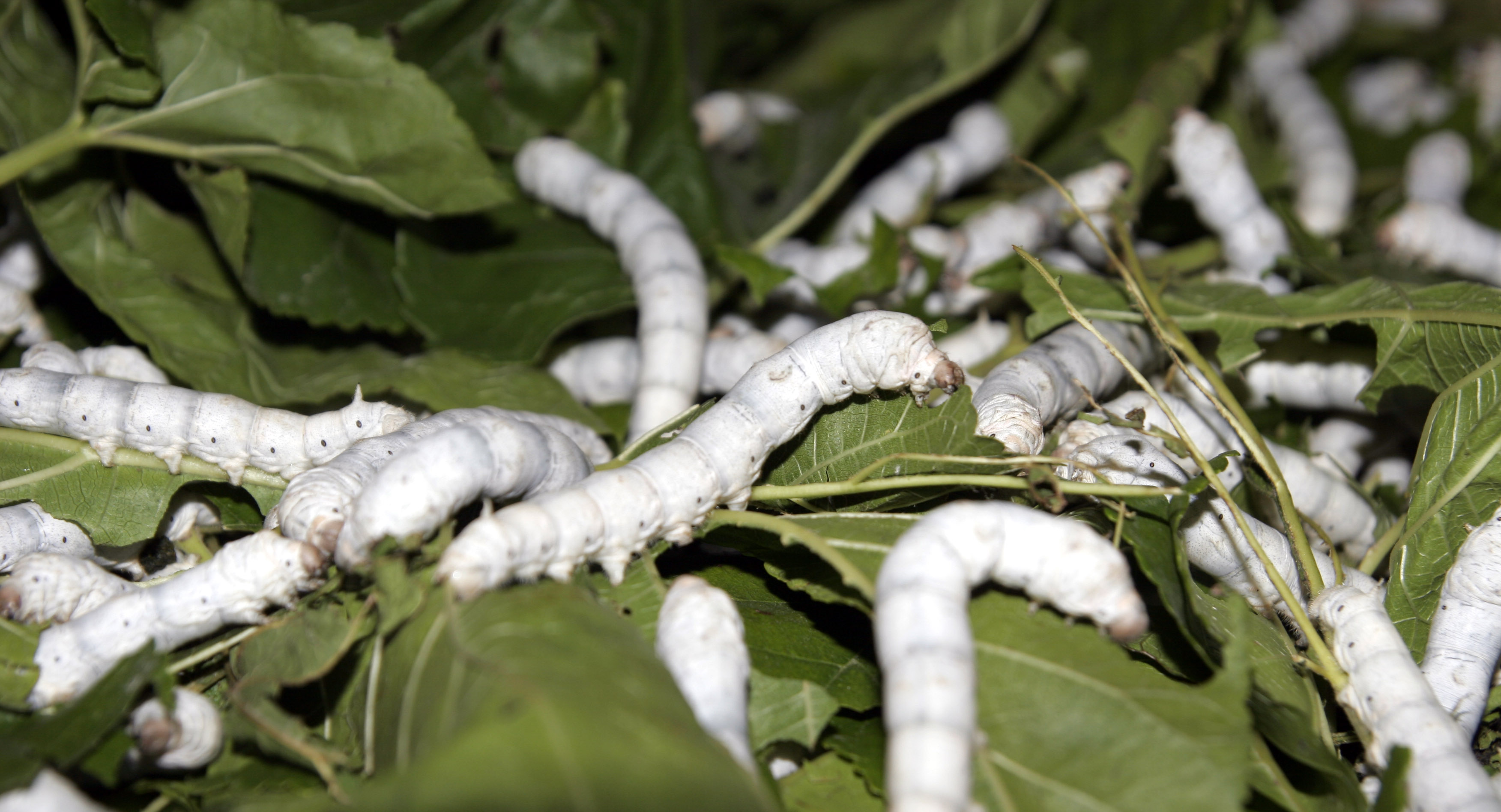
Chenilles de ver à soie, âgées de 21 jours.
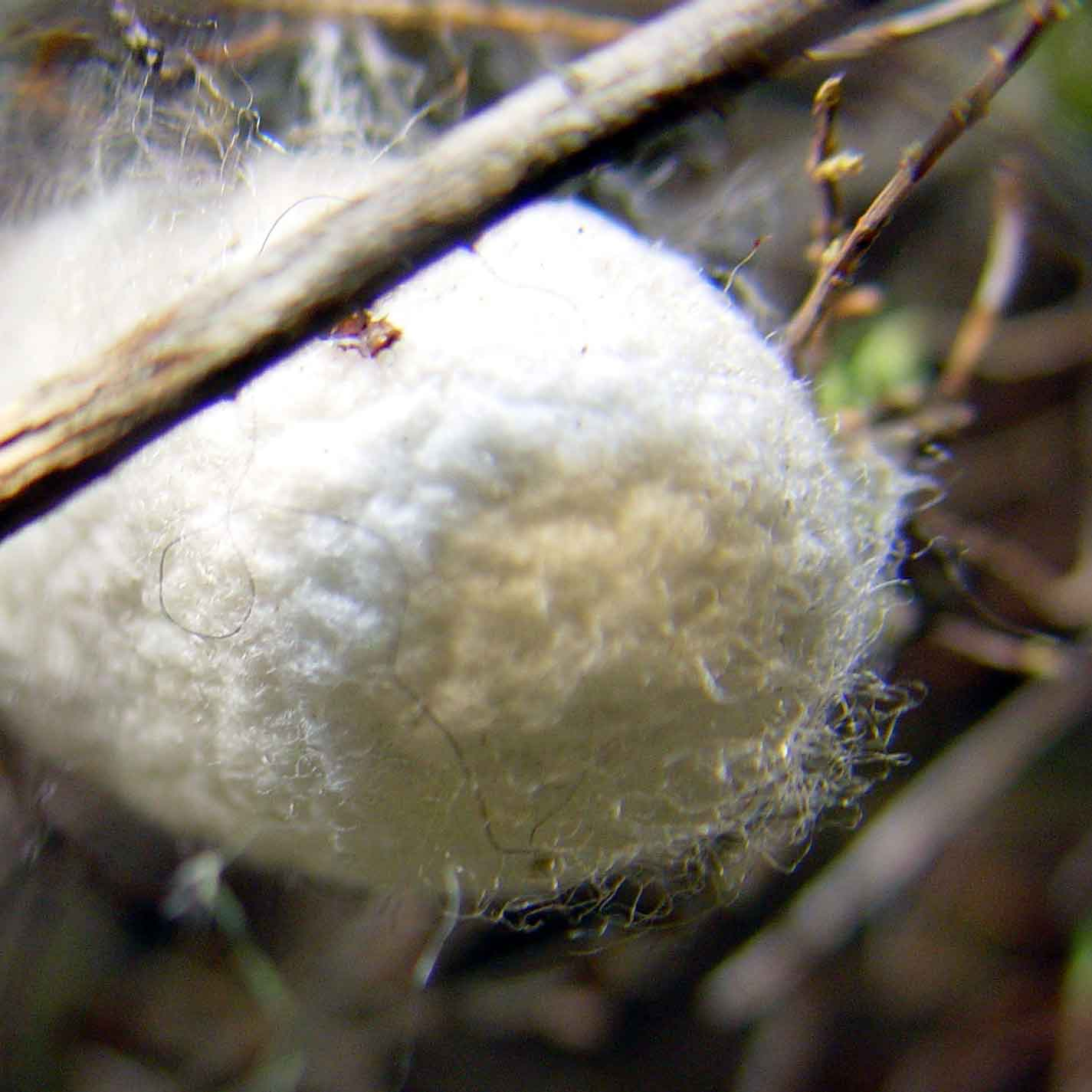
Cocon de ver à soie.

### La préparation des cocons
1. Le décoconnage : huit à dix jours après la fabrication du cocon, a lieu le décoconnage. Les cocons sont enlevés de leur support et triés. Ensuite, on enlève la bourre ou « blaze », qui a servi à la fixation du cocon.
2. La chrysalide doit être tuée sans abîmer le cocon.
3. Lors de l'étouffage, ou décreusage, les cocons sont étouffés dans des étuves de 70 à 80 °C, puis trempés dans l'eau bouillante pour que le grès (ou séricine, colle naturelle protégeant les brins) se ramollisse.

### La filature
Chaque cocon n'est fait que d'un seul fil appelé bave. Pour trouver l'extrémité de chaque fil, on remue constamment les cocons avec un petit balai de bruyère (dans les Cévennes et partout en France) ou de paille de riz (en Chine). Celui-ci sert à accrocher les premiers fils de dévidage. Chaque fil étant trop fin, on en réunit plusieurs (une dizaine) lors du dévidage. Ceux-ci se soudent entre eux grâce au grès, lors de son refroidissement.
Les fils sont enroulés sur des « dévidoirs », la soie est alors dite soie « grège ». Celle-ci est ensuite enroulée sur des écheveaux ou « flotte ». Un kilogramme de soie grège s'obtient avec huit à dix kilogrammes de cocon.

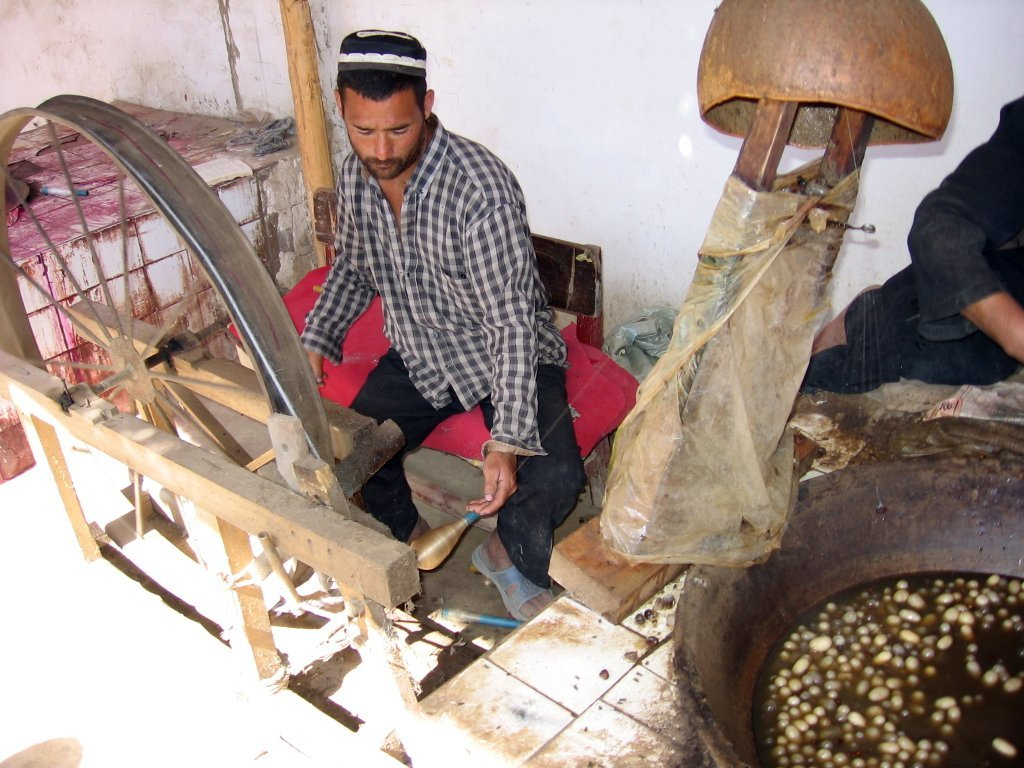
Filature artisanale de la soie en Chine (Hotan)
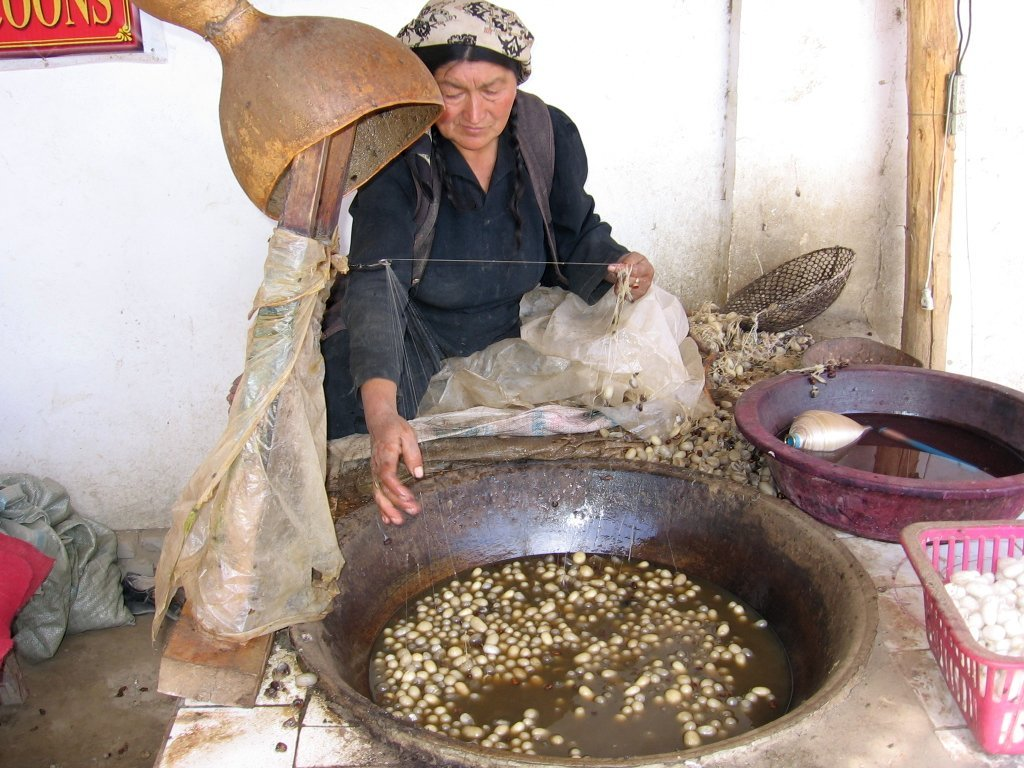
Filature artisanale de la soie en Chine (Hotan)

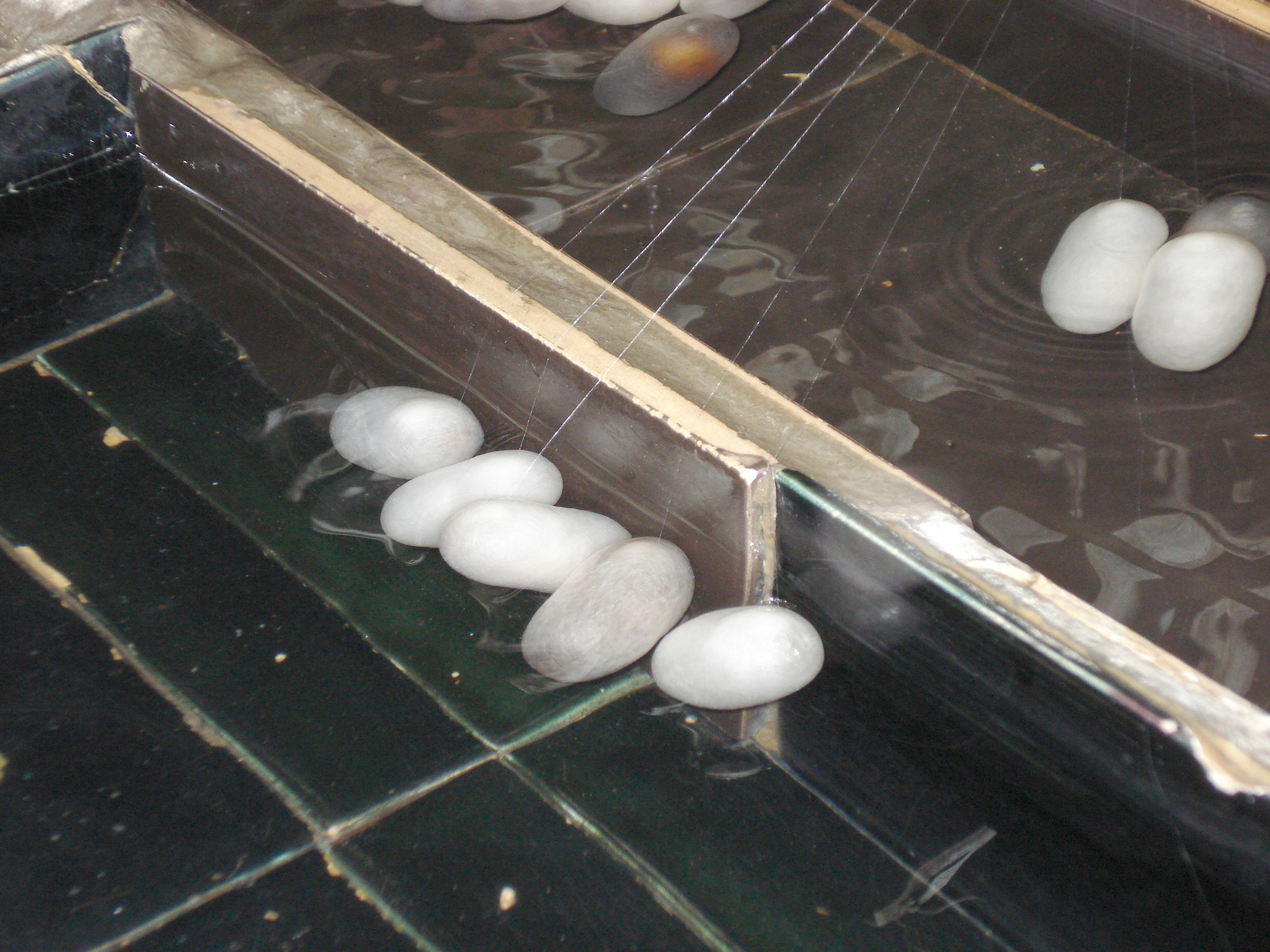
Filature industrielle de la soie en Chine (Suzhou)

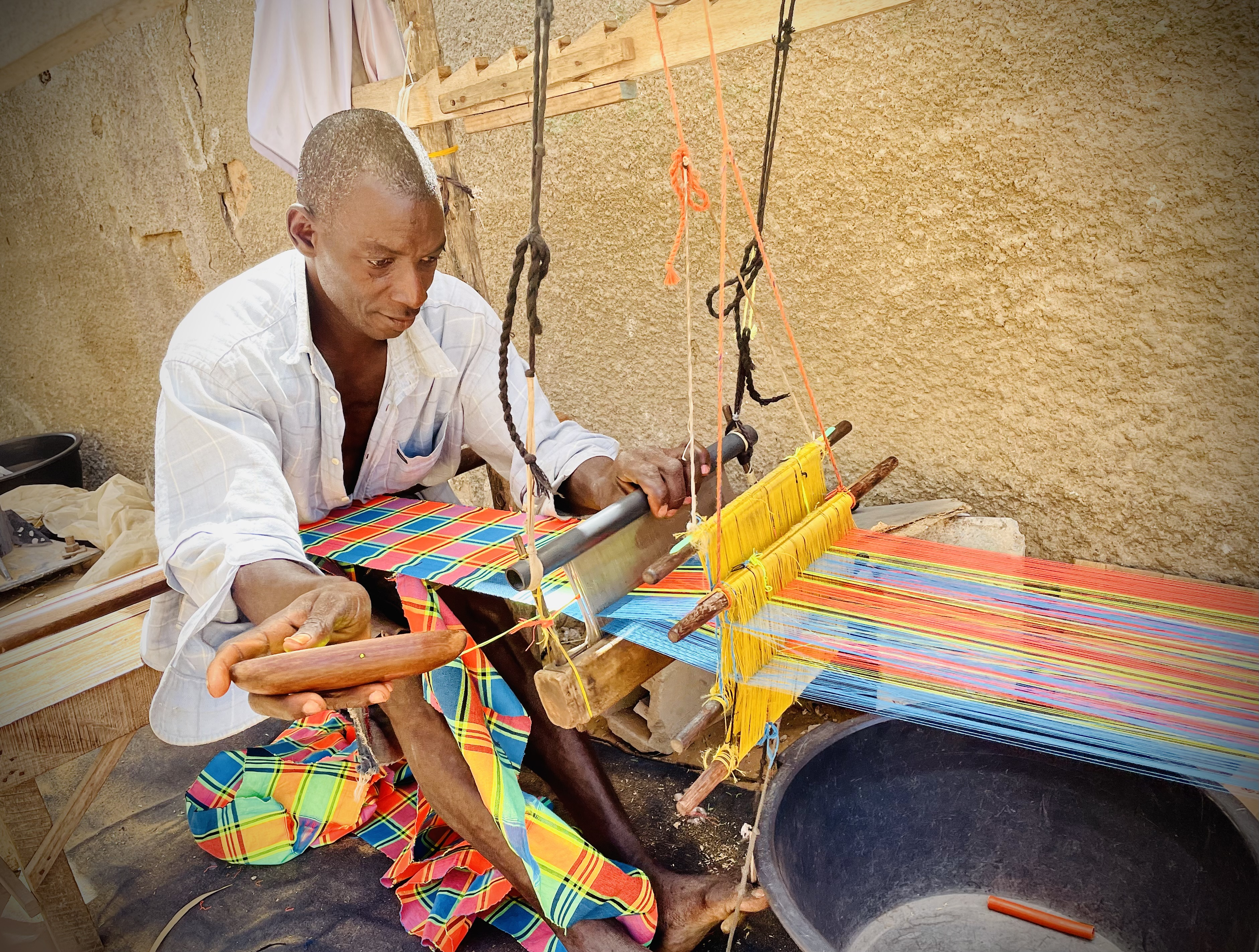
African weaver creating « Serou Rabal » 07

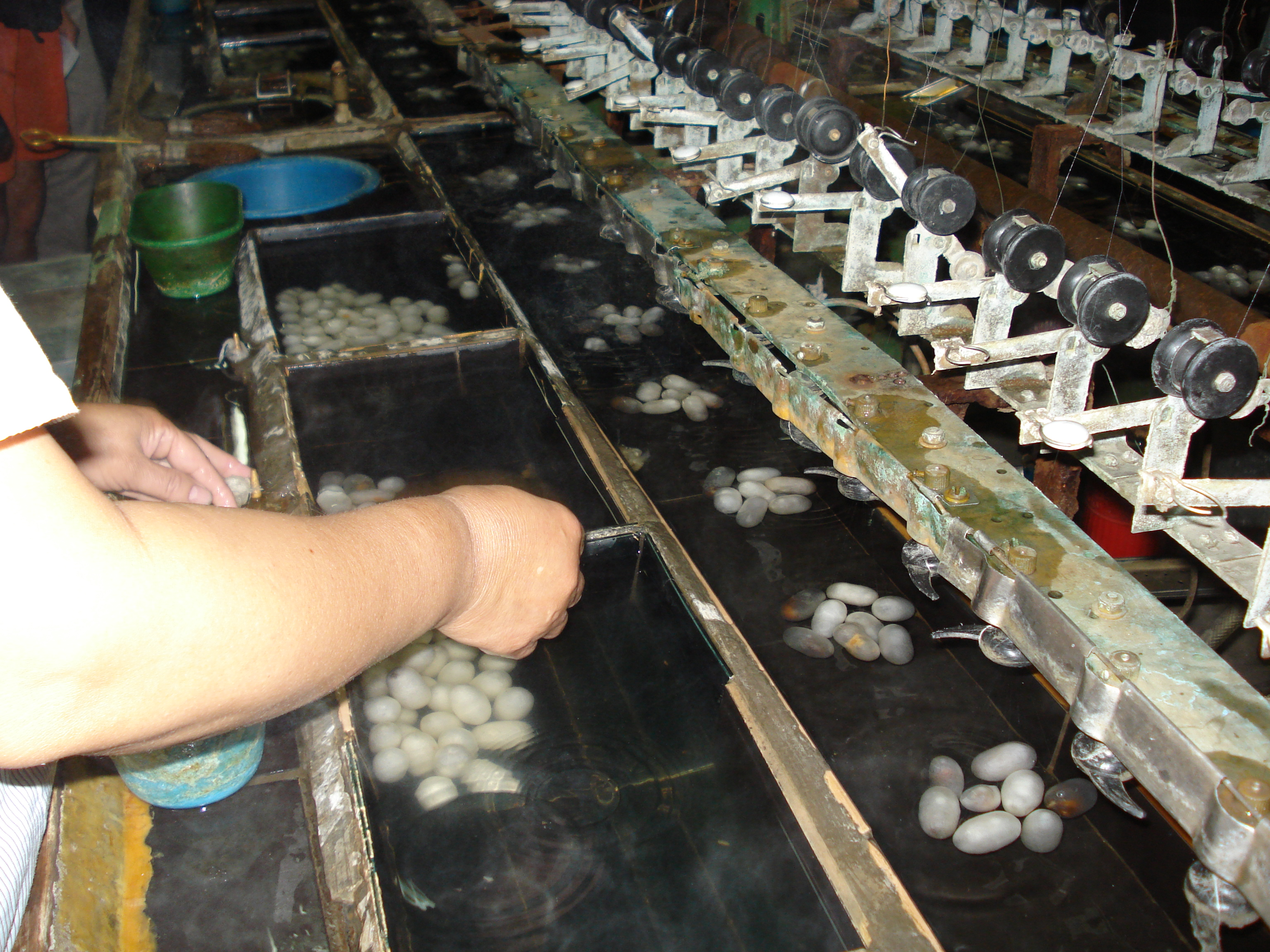
Filature industrielle de la soie en Chine (Suzhou)
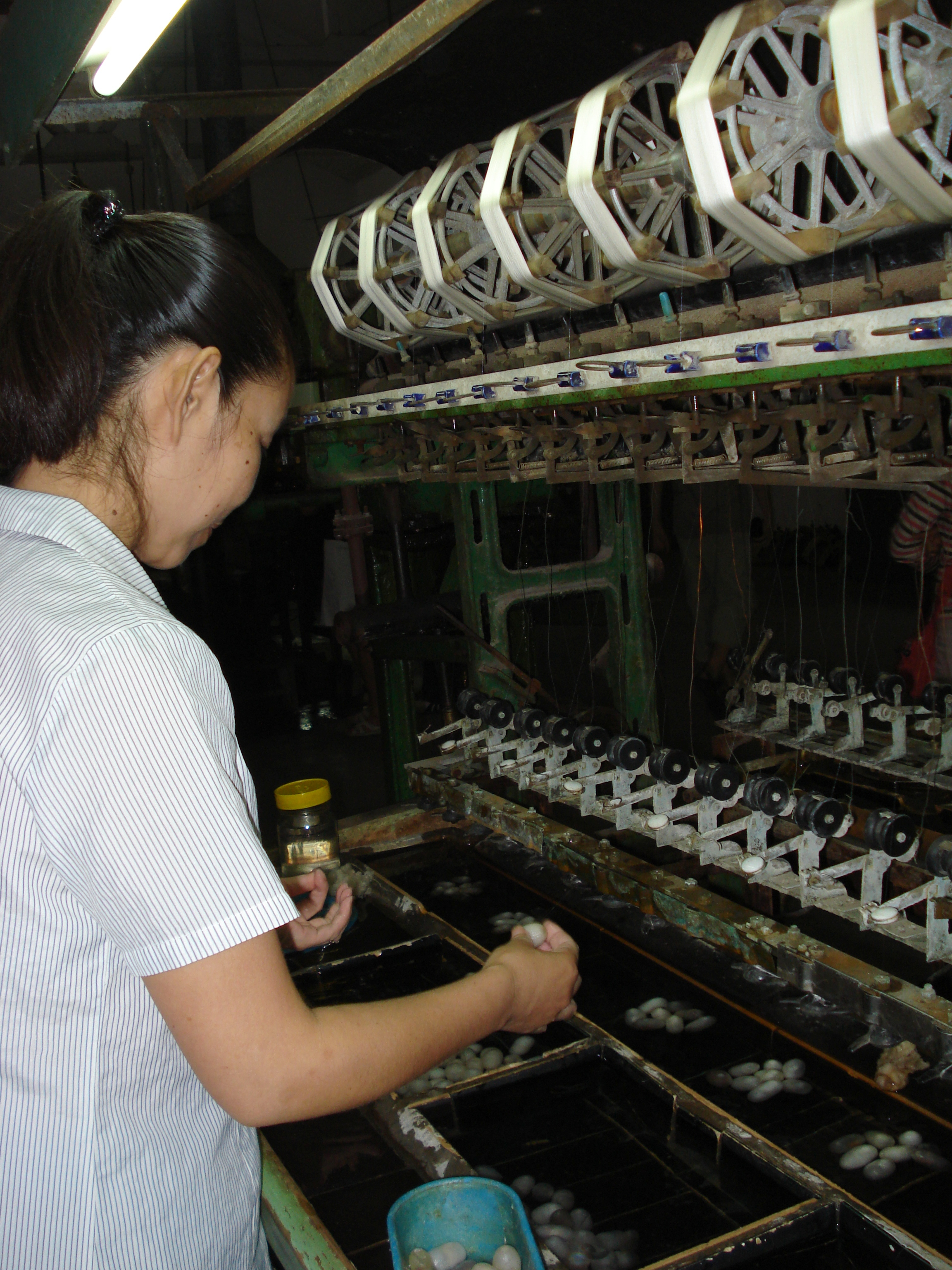
Filature industrielle de la soie en Chine (Suzhou)
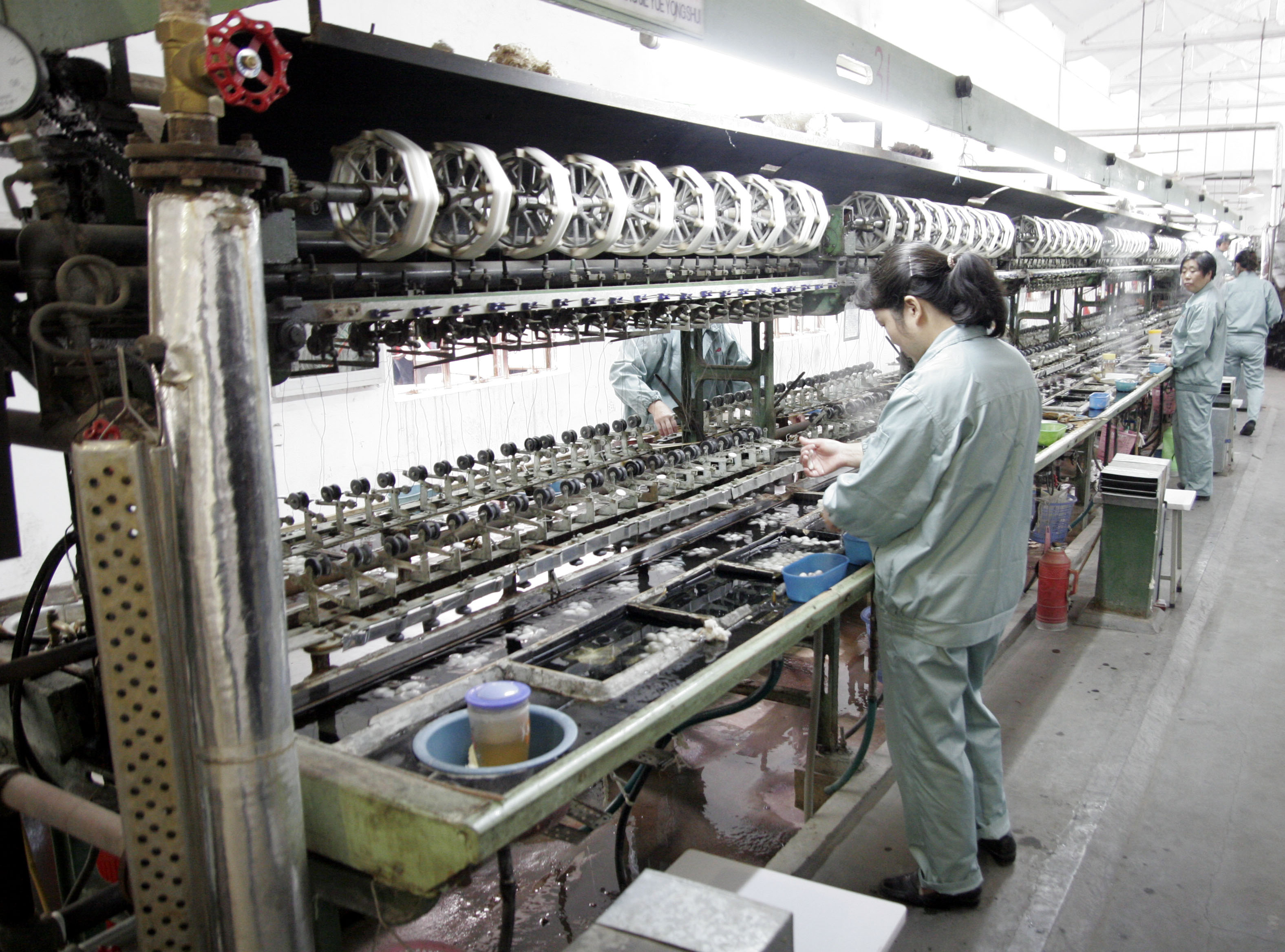
Filature industrielle de la soie en Chine (Suzhou)

### Le moulinage
Lors du moulinage, plusieurs fils de soie sont tordus ensemble pour davantage de solidité. Plus le fil est tordu, plus le tissu sera souple. On parle alors de premier apprêt, second apprêt, troisième apprêt à chaque nouvelle torsion.
Selon la torsion pratiquée, divers types de fils sont obtenus. Avec la soie grège, soie de première qualité qui n'utilise que le tiers de la longueur initiale du fil, on obtient avec ce fil brillant le crêpe de soie, l'organsin et la grenadine. Pour obtenir le crêpe de soie, plusieurs fils de soie grège sont tordus de 2 000 à 3 000 tours au mètre. Pour l'organsin, deux, trois ou quatre fils de grège sont tordus séparément sur eux-mêmes et ensuite assemblés par une torsion supplémentaire. Pour la grenadine, on procède comme pour l'organsin mais avec une torsion de trois à quatre fois plus forte. D'autres qualités présentent un aspect différent : la soie schappe est un fil avec de petites fibres détachées ; dans la bourette de soie, le fil présente de gros nœuds ; dans la soie sauvage, le fil est moins fin et moins régulier que dans la soie domestique.
Il existe aussi une autre sorte de soie : l'organdi.

### Le tissage
Pour le tissage, la soie se présente sous la forme de flotte.
1. Elle est enroulée sur un tambour « l'ourdissoir ». Cela permettra de monter les fils de chaîne sur le métier.
2. Elle est dévidée sur une « cannette » qui sera placée dans la « navette ». Celle-ci sert à tisser la trame.

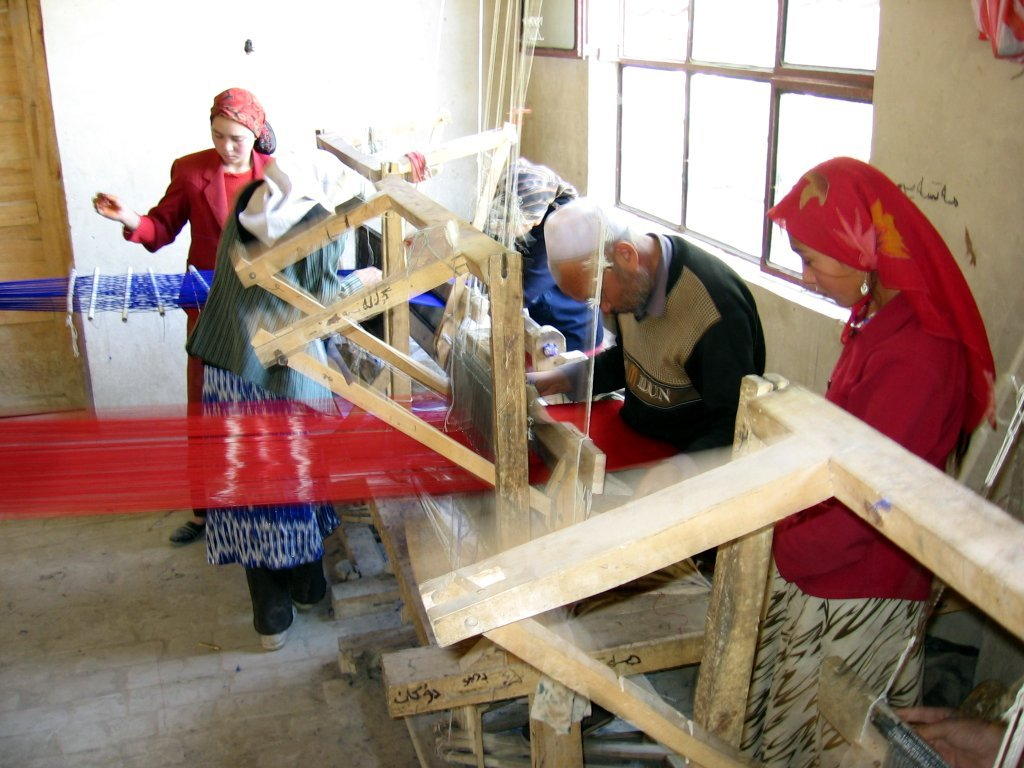
Tissage artisanal de la soie en Chine (Hotan)
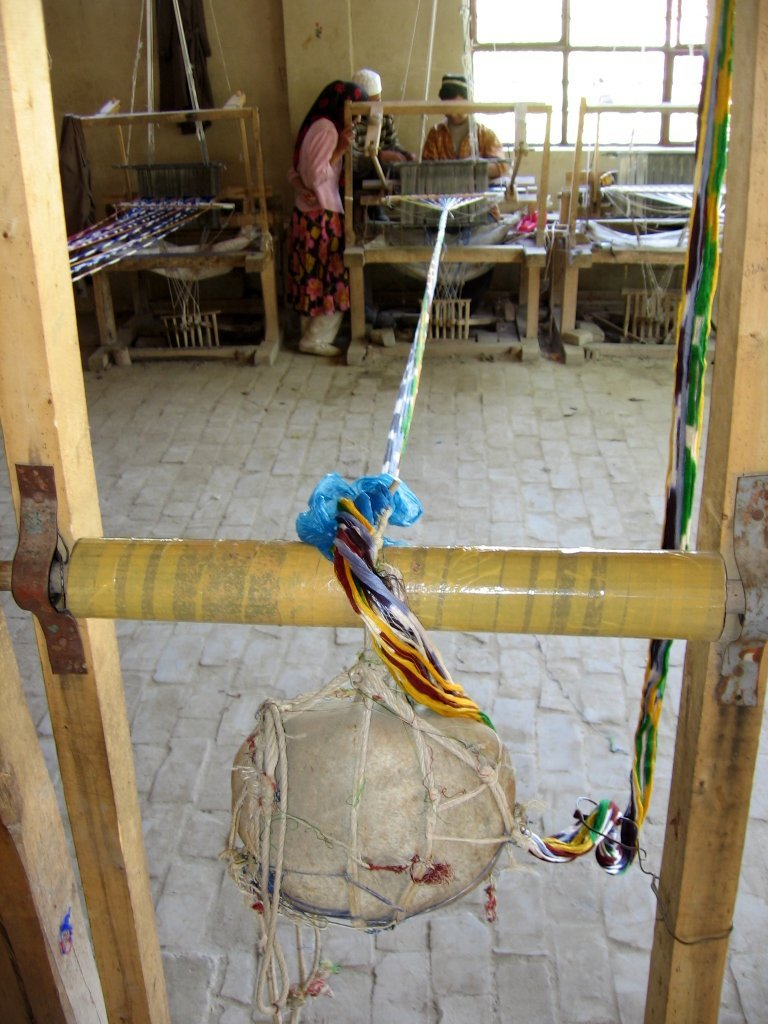
Tissage artisanal de la soie en Chine (Hotan)
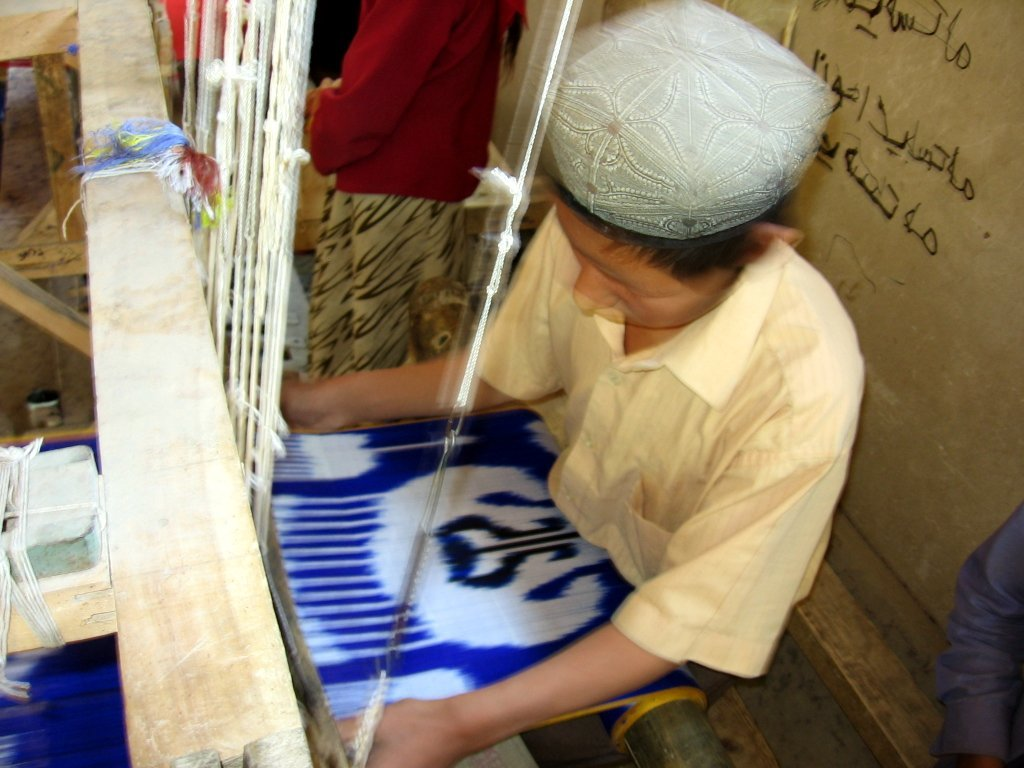
Tissage artisanal de la soie en Chine (Hotan)
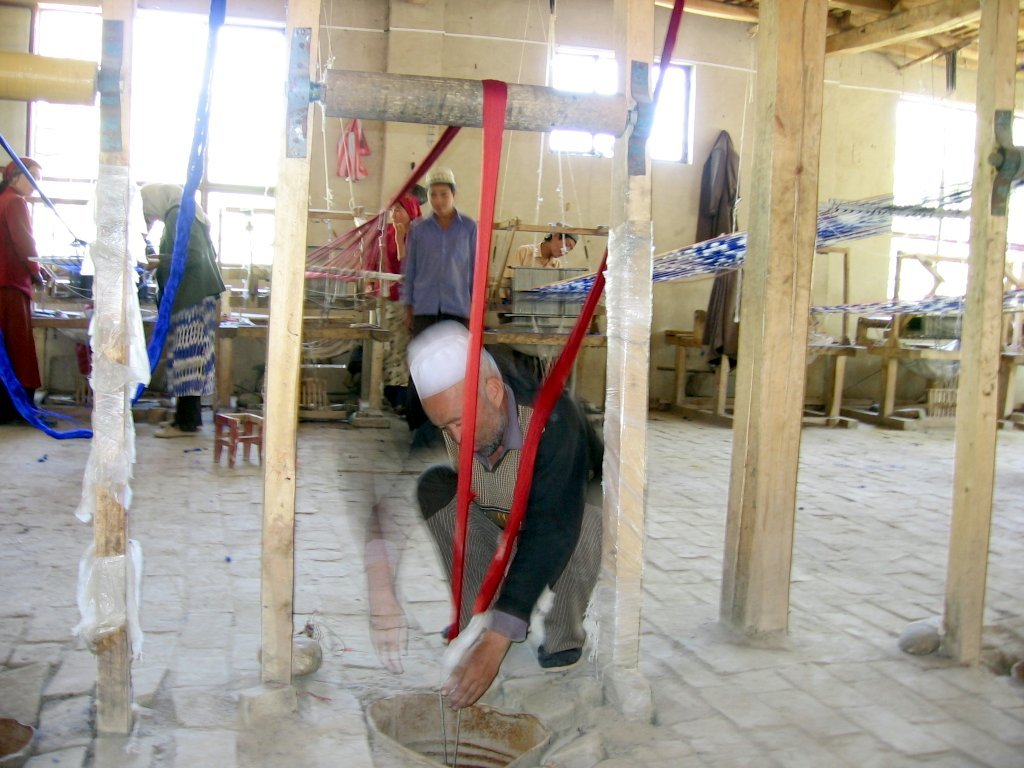
Tissage artisanal de la soie en Chine (Hotan)
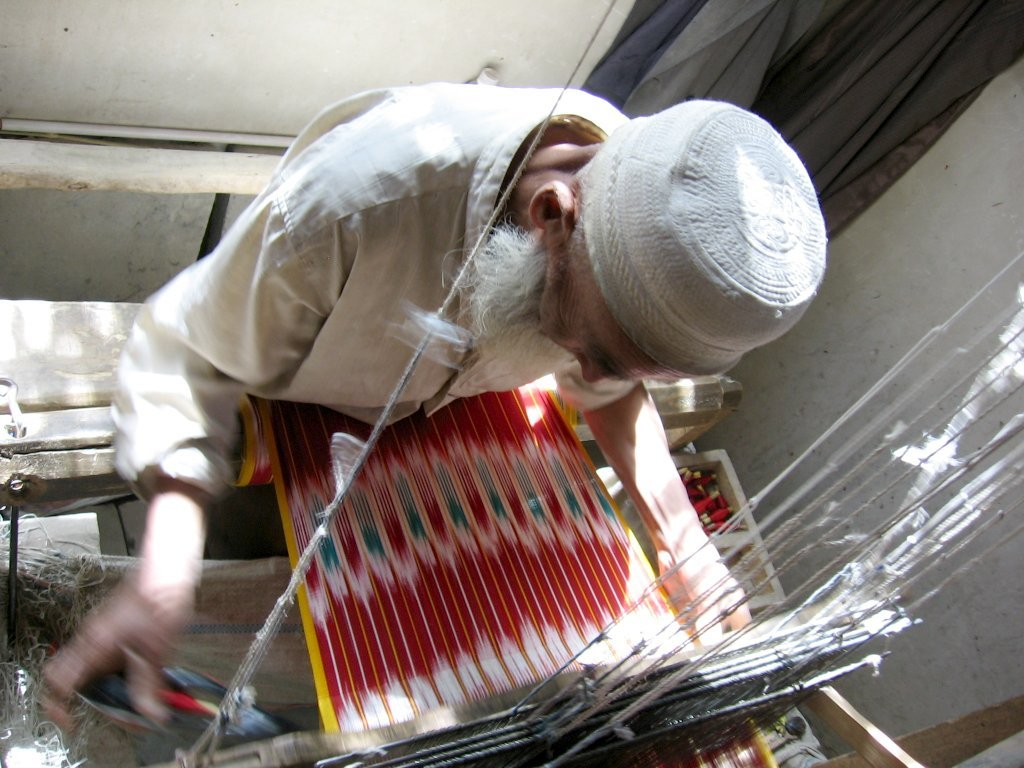
Tissage artisanal de la soie en Chine (Hotan)
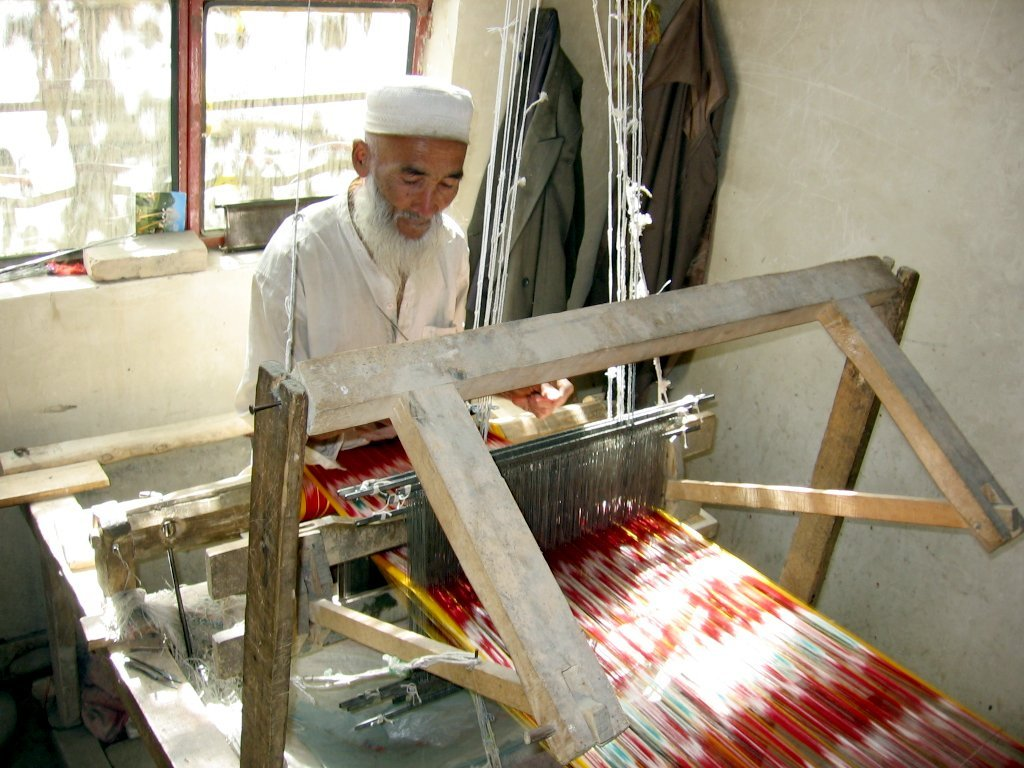
Tissage artisanal de la soie en Chine (Hotan)
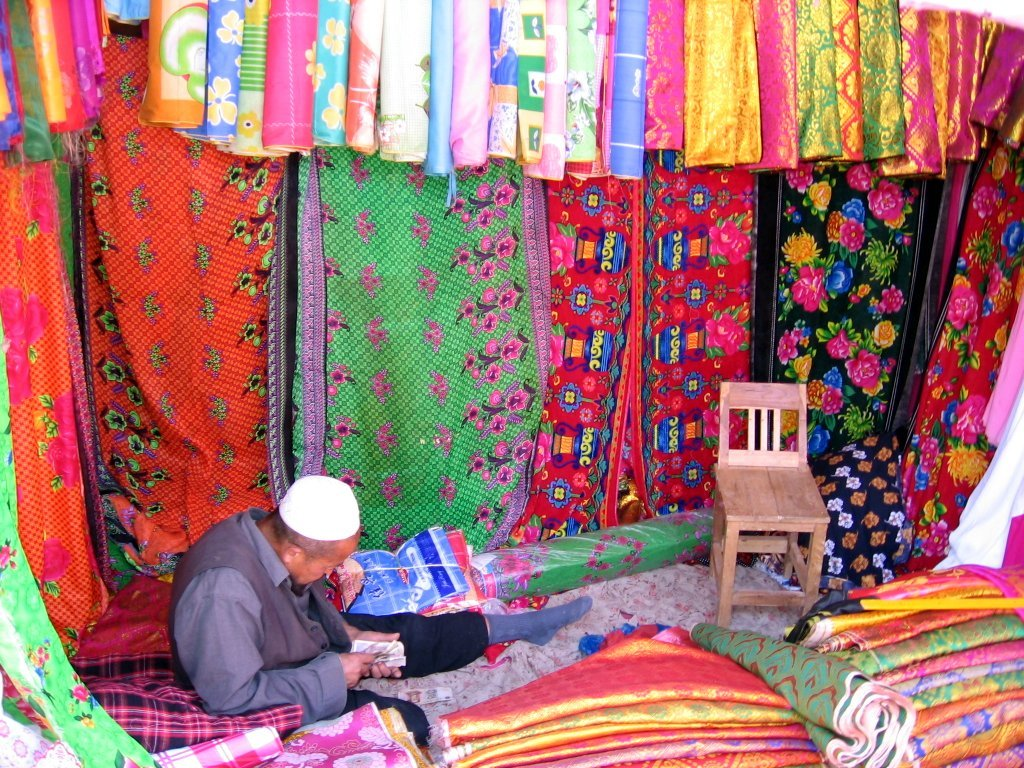
Tissus de soie en Chine (Hotan)
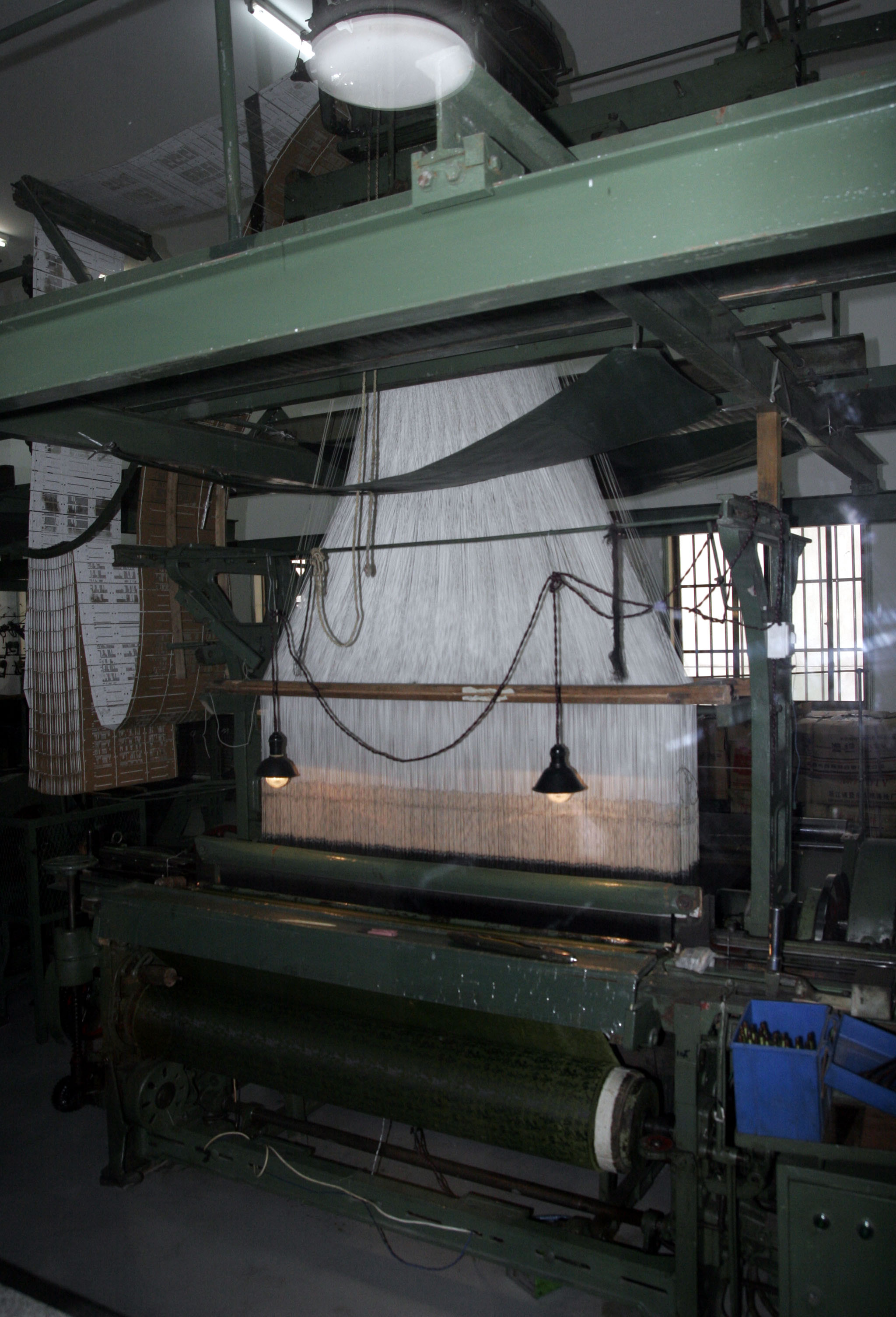
Tissage industriel de la soie en Chine (Suzhou)

## Propriétés

### Propriétés physiques
Les fibres de soie du ver à soie Bombyx mori ont une section triangulaire avec des coins arrondis de 5 à 10 μm de largeur. La principale chaîne de fibroïne est composée principalement de feuillet bêta de par sa composition d'acides aminés. Les surfaces plates des fibres reflètent la lumière sous de multiples angles, donnant à la soie un éclat naturel. Les fibres de soie sont extrudées naturellement à partir de deux glandes des vers à soie, sous la forme d'une paire de filaments primaires, collés ensemble grâce à des protéines de séricine qui agissent comme de la colle.
La soie a une texture douce qui n'est pas glissante, contrairement à de nombreuses fibres synthétiques.
La soie est l'une des fibres naturelles les plus fortes, mais elle perd jusqu'à 20 % de sa force lorsqu'elle est mouillée. Elle a une bonne accumulation d'humidité de 11 %. Son élasticité est modérée à médiocre : si elle subit des contraintes d'étirement même en faible quantité, elle reste étirée. Elle peut être affaiblie si exposée à trop de lumière solaire. Elle peut aussi être attaquée par des insectes, surtout si elle est laissée sale.
Un exemple de la nature durable de la soie comparée à d'autres tissus est démontré par la récupération en 1840 de vêtements en soie d'une épave de 1782 : « L'article le plus durable trouvé a été la soie ; car, outre des morceaux de manteaux et de dentelles, on récupéra une paire de culottes en satin noir, et un grand gilet en satin, dont la soie était parfaite, mais la doublure complètement disparue... Aucune robe de laine n'a encore été trouvée ».
La soie est un conducteur médiocre de l'électricité et est donc susceptible de provoquer des chocs d'électricité statique.
On sait que la soie naturelle et synthétique manifestent des propriétés piézoélectriques dans les protéines, probablement en raison de leur structure moléculaire

### Propriétés chimiques
La soie est composée principalement de deux protéines, la fibroïne et la séricine. La fibroïne compose le centre de la structure de la soie, et la séricine forme le matériau collant autour. La fibroïne est un polymère d'acides aminés : répétition d'acides aminés hydrophobes Gly-Ser-Gly-Ala-Gly-Ala. Elle a une structure en feuillet bêta.
La soie est résistante à beaucoup d'acides minéraux, excepté l'acide sulfurique qui la dissout. Elle est jaunie par la transpiration. Un agent de blanchiment au chlore détruira également les tissus de soie.
La soie peut contenir des pigments colorés — mais la soie blanche est préférée car il est plus facile de controler sa couleur au cours de la filière de production. Elle peut aussi contenir des flavonoïdes, comme la quercétine, qui donne quelquefois une faible fluorescence bleue. -.

## Autres soies artificielles et naturelles
Un autre papillon de nuit, le Bombyx de l'ailante qui ne consomme pas les feuilles de murier mais celles de l'Ailante glanduleux est utilisé pour la production d'une soie peu raffinée mais résistante appelée notamment ailantine. Découverte en Chine au XVIIIe siècle, cette  ailantine commença à être produite en Europe au XIXe siècle, mais par suite de la concurrence de la viscose et de maladies du bombix, sa production s'arrêta.
Le comte Hilaire de Chardonnet est l'inventeur de la « soie artificielle », dont le nom a été modifié en « rayonne » par une loi du 8 juillet 1934, son nom actuel est viscose.
Certains producteurs offrent également des substituts végétaliens à la soie en employant des matériaux synthétiques ou des fibres végétales tels que le Tencel ou le Modal. Ces matériaux sont utilisés pour fabriquer des tissus qui reproduisent la douceur et l'éclat de la soie traditionnelle, tout en évitant le recours aux vers à soie.
Des projets d'organismes génétiquement modifiés pour produire des soies hautement résistantes ou à moindre coût ont existé[réf. nécessaire].
Il existe également une soie dite « soie de lotus » extraite de la tige du lotus et produite principalement au Viet-Nam.

## Commerce de la soie

### France / Japon
À l’époque d’Edo (XIXe siècle), le Japon a sauvé la sériciculture française en envoyant des vers à soie pour pallier les pertes liées à une épidémie. Puis Louis Pasteur et ses équipes se sont emparés de la question et ont trouvé le remède à cette épidémie, une innovation introduite par Meiji au Japon. Et aujourd’hui encore, les vers à soie font l’objet de collaborations scientifiques entre la France et le Japon. À l'époque Meiji, les maisons de commerce ont prospéré sur les échanges entre la France et le Japon. Elles marquent le début des relations économiques entre les deux pays. Ce sont ces mêmes entrepreneurs (Léon Barmont, Joël Reynaud, Charles Eymard) qui fondent la Chambre de commerce et d'industrie française du Japon en 1918.

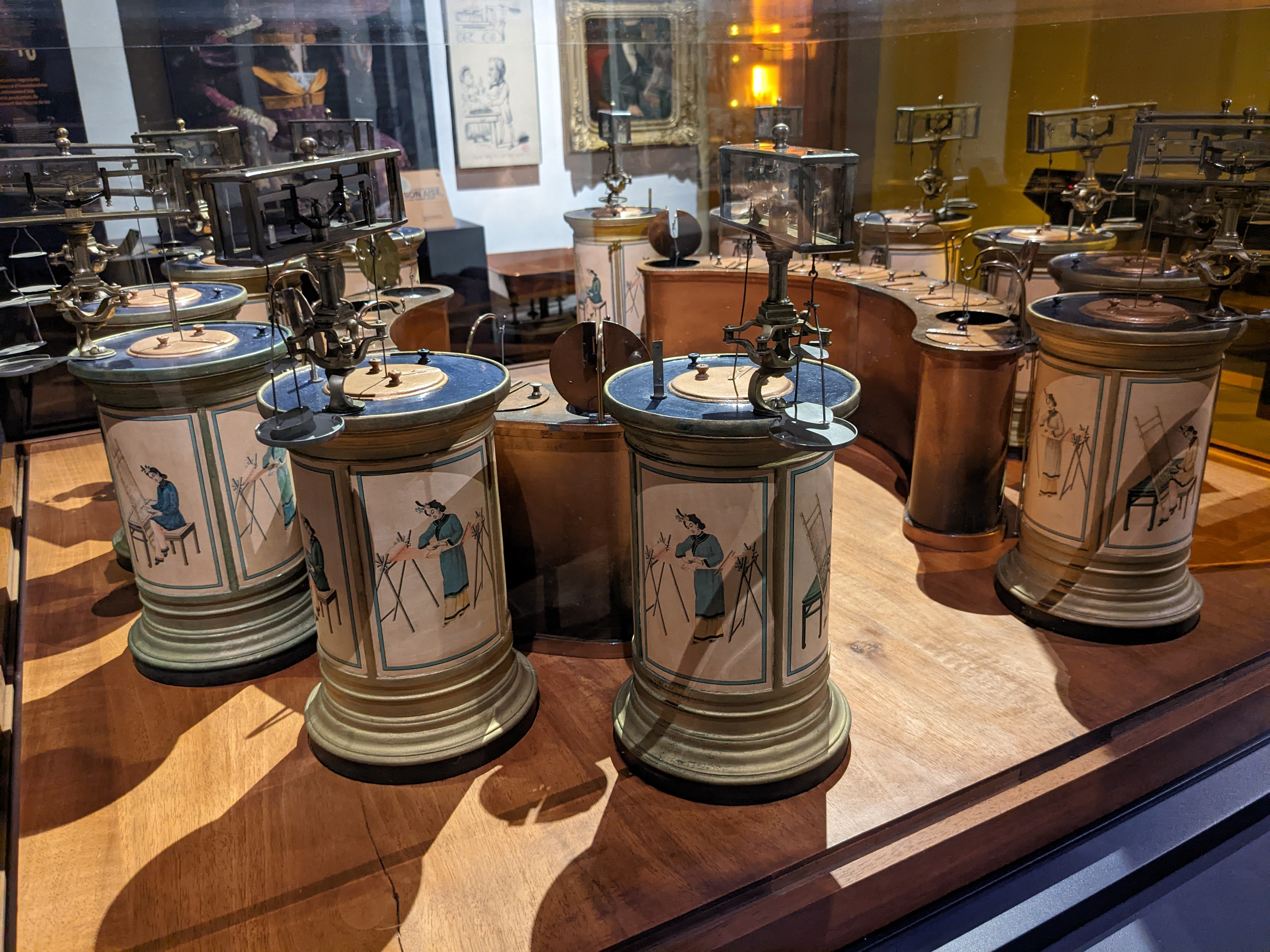
Maquette d'étuves pour conditionner la soie à Lyon

### Europe
Le poids de la soie pouvant varier de 5% en fonction de son humidité, les villes de commerce de la soie, telles que Milan et Turin en Italie, ou Lyon, Avignon et Saint-Etienne en France, ont mis en place des conditions des soies. Ces organismes étaient chargé de vérifier la quantité de soie en la conditionnant, c'est-à-dire en fixant son taux d'humidité.

## Symbolique
Les noces de soie symbolisent les douze ans de mariage dans le folklore français. En astronomie chinoise, des astérismes (l'équivalent des constellations occidentales) sont en rapport avec la sériciculture : Fukuang représente un panier rempli de feuilles de mûrier, qui servent à nourrir les vers à soie, et Zhinü représente une femme en train de filer ou de tisser de la soie.

## Méthode d'identification des fibres d'une soierie par la calcination
Un des tests les plus simples pour savoir si l’on a affaire à de la soie pure est de désassembler les fils de chaîne des fils de trames d’un petit échantillon du tissu, et de les brûler chacun de leur côté ; car il est possible d’utiliser plusieurs types de fibres pour le tissage d’une pièce. Ainsi de la viscose ou du polyester peuvent être mélangées à de la soie pure, sans que l’acheteur s’en aperçoive. Si on a affaire à de la soie pure, ils brûleront lentement avec une petite flamme. La soie s’enflamme plus facilement que la laine, moins aisément que le coton, et la flammèche qui la consume s’éteint d’elle-même très rapidement. La fumée qui s’en dégage s’envole vite, formant un filet opaque ; et la cendre de soie pure, grisâtre, s’écrase facilement sous les doigts, dégageant une odeur de cheveux ou de plumes brûlées. Brûler des fibres en viscose ne laisse presque aucun résidu, ceux-ci sont pulvérulents et de couleur noire. La viscose s’enflamme rapidement, générant un flash avec une flamme jaune, comme le coton. Sa combustion dégage une odeur faible, comme celle d’un morceau de papier journal enflammé. Les fibres de polyester laissent une cendre noire, dure au toucher après avoir refroidi et d’un aspect brillant. Le polyester brûle plus rapidement que la viscose et dégage une flamme bleue, sa structure semble fondre et crépite un peu. La combustion de fibres de polyester dégage une odeur vinaigrée, légèrement aigre, qui prend au nez.

## Soyeux célèbres
- Abraham est une entreprise de soierie fondée à Zurich en 1878 par Jacob Abraham et dirigée en France par Raphaël Arditi des années 1950 aux années 2000. Cette maison est célèbre pour son gazar (en) décliné en de nombreux coloris[17] et est le fournisseur principal de toute la haute couture française notamment Saint Laurent, Chanel, Dior, Balenciaga, Givenchy, Kenzo, Courrèges, Cardin et Emanuel Ungaro pendant les années où Raphael Arditi dirigea l'entreprise. Après son retrait, l'entreprise déposa son bilan très rapidement. Raphael Arditi fut l'inventeur des contrats de licence avec la haute couture grâce auxquels des entreprises fabriquent des produits et les commercialisent tandis le couturier concepteur touche des royalties[réf. nécessaire].

- En France, la soierie Jean Roze[18] est la dernière entreprise familiale depuis le XVIIe siècle à s’inscrire dans le travail de la soie.